# Natura 2000-område nr. 95 Hostrup Sø, Assenholm Mose og Felsted Vestermark
 Natura 2000-område nr. 95 Hostrup Sø, Assenholm Mose og Felsted Vestermark er centreret Sønderjyllands største sø, Hostrup Sø, med omkringliggende moser og overdrevsarealer. Det har et areal på 1.322 ha hvoraf Staten, hovedsageligt forsvaret, ejer ca. 530 ha. og består af Habitatområde nr. H84 og Fuglebeskyttelsesområde nr. F58.
Områdets centrale elementer er Sønderjyllands største sø, Hostrup Sø, med omkringliggende moser og overdrevsarealer. Hovedtilløbet Humlebæk i den nordøstlige del modtager vand fra Spangtoft Mose, som indtil midt i 1980'erne blev anvendt til udledning af spildevand fra en destruktionsanstalt. Søens afløb er i den sydlige ende og udmunder i Bjerndrup Mølleå.
Området ligger på kanten af israndslinjen, hvor landskabet er særlig kuperet, med en tunge, der rækker ud vest for israndslinjen, hvor landskabet bliver mere fladt.
Det meget kuperede morænelandskab ses tydeligst på den høje og østlige del af Bjergskov, hvor det meget artsrige sure overdrev ligger. Hostrup Sø var tidligere kendt som Danmarks største lobeliesø. I moseområdet vest for Hostrup Sø
er tre brunvandede og lavvandede søer, der er opstået i forbindelse med tørvegravning. I den østlige del krydser et randmorænestrøg gennem habitatområdet, hvorfor landskabet er stærkt kuperet.
Moserne mod vest er vidtstrakte, skovprægede, med få, afgrænsede og åbne områder. Der er et militært øvelsesterræn og skydebane samt ved sydvestenden af søen, spejdercentereet Ny-Hedeby Spejdercenter, der afholder sommerlejre med op til 20-30.000 deltagere.
Nogle af overdrevsarealerne i Bjergskov er landsdelens artsrigeste lokaliteter med mere end 130 arter af karplanter. Der er en meget værdifuld svampeflora med mange arter, som er tilknyttet gamle ugødskede græsgange. Det er endvidere en af landsdelens bedste lokaliteter for dagsommerfugle. Den atlantiske bøgeskov på morbund med kristtorn er vigtig at bevare, fordi det er den oprindelige skovtype i blandt andet Sydøstjylland. Af tre omgange er 143 ha af Sønder Hostrup Overdrev naturfredet..

## Eksterne kilder og henvisninger
1. ↑  Om fredningen af Sønder Hostrup Overdrev på fredninger.dk

- Naturplanen Arkiveret 12. marts 2017 hos  Wayback Machine
- Basisanalysen 2016-21 Arkiveret 13. marts 2017 hos  Wayback Machine